# Sfeer (wiskunde)

Perspectivische projectie van een boloppervlak

Een sfeer is in de meetkunde een boloppervlak of een generalisatie daarvan in meer dimensies, gezien als ingebed in een vectorruimte, waarvan de dimensie een hoger is dan van de sfeer zelf.
Een boloppervlak is een driedimensionale figuur, een oppervlak dat door alle punten wordt gevormd, die op gelijke afstand liggen van een vast punt, het middelpunt van het boloppervlak. Een boloppervlak omsluit een driedimensionaal lichaam, de bol. Een bol kan zowel als driedimensionale generalisatie van de cirkel worden opgevat, als van de cirkelschijf. Met een open bol wordt de open verzameling punten binnen een sfeer bedoeld en met een gesloten bol de gesloten verzameling punten, die door het boloppervlak worden omsloten.

## Definitie
Een boloppervlak is de verzameling van alle punten in een driedimensionale euclidische ruimte die op een gegeven afstand, de straal, liggen van een gegeven punt, het middelpunt van de sfeer. De sfeer {\displaystyle S^{2}(m,r)} met straal {\displaystyle r>0} en middelpunt {\displaystyle m\in \ \mathbb {R} ^{3}}
{\displaystyle S^{2}(m,r)=\{x\in \ \mathbb {R} ^{3}\mid \|x-m\|=r\}}
Een boloppervlak kan ook door een vergelijking worden vastgelegd. Het boloppervlak met oorsprong in het punt {\displaystyle m=(x_{0},y_{0},z_{0})} en straal {\displaystyle r} is in cartesische coördinaten gegeven door:
{\displaystyle \|x-m\|^{2}=(x-x_{0})^{2}+(y-y_{0})^{2}+(z-z_{0})^{2}=r^{2}}
Het oppervlak van een bol met straal {\displaystyle r} heeft grootte
{\displaystyle A=4\pi r^{2}}
De eenheidsbol, het oppervlak, is de sfeer {\displaystyle S^{2}(0,1)} met de oorsprong als middelpunt en straal 1.

## Wiskundige vergelijking

### In cartesische coördinaten
Een boloppervlak met straal {\displaystyle r} en middelpunt {\displaystyle (x_{0},y_{0},z_{0})} kan in cartesische coördinaten worden weergegeven door de vergelijking:
{\displaystyle (x-x_{0})^{2}+(y-y_{0})^{2}+(z-z_{0})^{2}=r^{2}}.

### Parametervergelijking
In bolcoördinaten ten opzichte van het middelpunt luidt de vergelijking:
{\displaystyle x=x_{0}+r\sin \theta \;\cos \varphi }
{\displaystyle y=y_{0}+r\sin \theta \;\sin \varphi \qquad 0\leq \varphi <2\pi {\mbox{ en }}0\leq \theta \leq \pi }
{\displaystyle z=z_{0}+r\cos \theta }

### Differentiaalvergelijking
Ieder boloppervlak wordt beschreven door de differentiaalvergelijking
{\displaystyle x\ {\rm {d}}x+y\ {\rm {d}}y+z\ {\rm {d}}z=0}

## Willekeurige dimensie
Voor ieder natuurlijke getal {\displaystyle n\geq 0} definieert men de {\displaystyle n}-sfeer met middelpunt {\displaystyle m} en straal {\displaystyle r} als
{\displaystyle S^{n}(m,r)=\{x\in \mathbb {R} ^{n+1}\mid d(x,m)=r\}}
met als speciaal geval de eenheidsbol in {\displaystyle n+1} dimensies 
{\displaystyle S^{n}=S^{n}(0,1)}
Het getal {\displaystyle n} is de dimensie van {\displaystyle S^{n}} opgevat als topologische variëteit. Dit is intuïtief gedefinieerd het aantal vrijheidsgraden. Zo is de cirkel {\displaystyle S^{1}} lokaal gezien een eendimensionale lijn en het boloppervlak {\displaystyle S^{2}} lokaal een tweedimensionaal vlak.
Het gehanteerde afstandsbegrip komt meestal met de gewone metriek overeen.
{\displaystyle d(x,y)={\sqrt {(x_{1}-y_{1})^{2}+\ldots +(x_{n+1}-y_{n+1})^{2}\ }}}
De sfeer {\displaystyle S^{n}(m,r)} is de rand van de gegeneraliseerde bol {\displaystyle B^{n+1}(m,r)} in {\displaystyle n+1} dimensies.
In {\displaystyle n} dimensies is de gegeneraliseerde bol gedefinieerd als
{\displaystyle B^{n}(m,r)=\{x\in \mathbb {R} ^{n}\mid d(x,m)\leq r\}}
met als speciaal geval de eenheidsbol
{\displaystyle B^{n}=B^{n}(0,1)}
De bol is een fundamenteel begrip in veel metrische ruimtes, en wordt afhankelijk van het betreffende deelgebied van de wiskunde uitgerust met aanvullende structuren, bijvoorbeeld die van een topologische, gladde of riemann-variëteit.
Het vermoeden van Poincaré betreft een voldoende voorwaarde opdat een gegeven driedimensionale variëteit topologisch equivalent is met de driesfeer {\displaystyle S^{3}}.
De driesfeer wordt soms aanschouwelijk gemaakt door haar te modelleren als deelverzameling van {\displaystyle \mathbb {C} ^{2}}:
{\displaystyle S^{3}=\left\{(z_{1},z_{2})\in \mathbb {C} \times \mathbb {C} \ {\bigg |}\ |z_{1}|^{2}+|z_{2}|^{2}=1\right\}}
De topologische zevensfeer {\displaystyle S^{7}} kan worden uitgerust met niet minder dan 28 onderling verschillende gladde structuren. Een daarvan is de klassieke gladde structuur afkomstig van de omliggende euclidische ruimte {\displaystyle \mathbb {R} ^{8}}, de andere 27 zijn voorbeelden van exotische differentiaalstructuren.
De stelling van Borsuk-Ulam gaat over continue afbeeldingen van de {\displaystyle n}-sfeer naar de {\displaystyle n}-dimensionale euclidische ruimte.

## Andere metrieken
In een willekeurige metrische ruimte {\displaystyle (X,d)}, of zelfs een pseudometrische ruimte, wordt de sfeer met middelpunt {\displaystyle m} en straal {\displaystyle R>0} op dezelfde manier gedefinieerd:
{\displaystyle S(m,R)=\left\{x\in X|d(x,m)=R\right\}}
Is bijvoorbeeld het vlak {\displaystyle \mathbb {R} ^{2}} uitgerust met de Manhattan-metriek
{\displaystyle d(x,y)=|x_{1}-y_{1}|+|x_{2}-y_{2}|},
dan hebben de cirkels de vorm van vierkanten waarvan de zijden een hoek van 45° maken met de coördinaatassen.

## Riemann-sfeer
De riemann-sfeer is het riemann-oppervlak dat ontstaat door aan het complexe vlak {\displaystyle \mathbb {C} } één punt {\displaystyle \infty } toe te voegen, waarbij het gedrag in de omgeving van {\displaystyle \infty } bepaald wordt door de afbeelding
{\displaystyle \mathbb {C} \to \mathbb {C} \cup \{\infty \}\setminus \{0\}:z\mapsto {1 \over z}},
als een kaart met kromlijnige coördinaten van het complexe vlak te beschouwen.
Topologisch is de riemann-sfeer gelijkwaardig met de gewone eenheidsbol {\displaystyle S^{2}}. Meetkundig modelleert de riemann-sfeer de complexe projectieve lijn {\displaystyle \mathbb {C} \mathbb {P} ^{1}}.